# 羊街镇 (寻甸县)
羊街镇，是中华人民共和国云南省昆明市寻甸回族彝族自治县下辖的一个镇。

## 行政区划
羊街镇下辖以下地区：
羊街村、长冲村、甸心村、甸龙村、甜荞地村、黄土坡村、三元庄村、新街村、多合村、大刘所村、纳郎村和清水沟村。